# Alexander 1. af Grækenland
Alexander 1., Hellenernes Konge (græsk: Ἀλέξανδρος Α΄, Βασιλεύς των Ελλήνων; tr. Aléksandros Α΄, Vasiléfs ton Ellínon) (1. august 1893 – 25. oktober 1920) var konge af Grækenland fra 1917 til 1920.
Han var den næstældste søn af Kong Konstantin 1. af Grækenland. Hans far var både hans forgænger og hans efterfølger som konge. Hans ældste bror Georg 2. af Grækenland fulgte faren på tronen.

## Biografi
Alexander blev født den 1. august 1893 på slottet Tatoi ved foden af Parnesbjergene på halvøen Attika lidt nord for Grækenlands hovedstad Athen som den næstældste søn af Kronprins Konstantin af Grækenland (den senere Konstantin 1.) i hans ægteskab med Sophie af Preussen.
Han blev konge af Grækenland den 11. juni 1917, efter at hans far under Første Verdenskrig blev tvunget til at abdicere efter ønske fra Ententemagterne. Faderen blev tvunget til at gå i eksil sammen med sin ældste søn, Kronprins Georg. Grækenland blev i Alexanders regeringstid styret af Eleftherios Venizelos, og Alexander havde ingen indflydelse på styret.
Den 4. november 1919 giftede han sig i hemmelighed med sin barndomsveninde Aspasia Manos. Hun var datter af en adjudant hos Konstantin 1., og deres ægteskab vakte stor skandale.
Alexander døde af en blodforgiftning som følge af et abebid den 25. oktober 1920. Han blev efterfulgt af sin far, Konstantin 1., som fik lov til at returnere til Grækenland efter sin søns død.
Han blev begravet på den kongelige gravplads ved Tatoi, den græske kongefamilies gravsted ved slottet Tatoi nord for Athen, hvor en stor del af kongefamiliens medlemmer ligger begravet.

## Eftermæle
Byen Dedeağaç i Thrakien fik navnet Alexandroupolis i 1919 i anledning af kongens besøg.

## Titler, prædikater og æresbevisninger

### Titler og prædikater

#### Fuld officiel titel som monark
- Hans Majestæt Alexander 1., Hellenernes Konge[a][2]